# Szwedzka Socjaldemokratyczna Partia Robotnicza
Szwedzka Socjaldemokratyczna Partia Robotnicza (szw. Sveriges socialdemokratiska arbetareparti (SAP), potocznie Socialdemokraterna) – największa partia polityczna w Szwecji (zarówno pod względem członkostwa, jak i miejsc w parlamencie) o profilu centrolewicowym.

## Nazwa partii
Nazwą partii używaną w statucie jest Szwedzka Socjaldemokratyczna Partia Robotnicza (Stadgar för Sveriges Socialdemokratiska Arbetareparti), to przy wyborach i na plakatach posługuje się często nazwą Partia Robotnicza – Socjaldemokraci (Arbetareparti – Socialdemokraterna) lub rzadziej Partia Robotnicza (Arbetareparti). Używanie w nazwie członu Partia Robotnicza (dosłownie Partia Robotników) jest związane z tradycyjnym podziałem sceny politycznej Skandynawii na liberalne Partie Lewicy i konserwatywne Partie Prawicowe, choć w samej Szwecji partie konserwatywne i liberalne używały innych nazw, to podział ten się przyjął. Jednak wraz z pojawieniem się partii marksistowskich podział ten stał się nieaktualny, dlatego używano nowego podziału na partie burżuazji (borgerliga partier) i partie robotników (arbetareparti). Podział ten do dziś dnia jest aktualny, choć wraz z pojawieniem się Partii Ochrony Środowiska Zieloni (Miljöpartiet – Mp), która w niektórych rozwiązaniach jest bardziej lewicowa, a nie jest partia robotniczą, podział ten stracił na znaczeniu.
W niektórych dokumentach, np. w programie partyjnym używa Socialdemokraterna (Partiprogram för Socialdemokraterna) co oznacza po prostu socjaldemokraci, lub bardzo rzadko, raczej pogardliwie Sossarna.
W sondażach wyborczych najczęściej używa się skrótu „s”. Skrót SAP, był używany jako logo partii do lat 60.

## Historia

### Geneza
Ideały socjalistyczne propagowane przez I Międzynarodówkę dotarł do Szwecji w latach 70. i 80. XIX wieku, głównie z Niemiec oraz Danii. W Szwecji jeszcze przed narodzinami tamtejszego socjalizmu dochodziło do wystąpień robotniczych, jednym z nich był bunt robotników w Sundsvall z 1879 roku. Pierwszym szwedzkim propagatorem socjalizmu był krawiec August Palm. Palm przez długi okres życia mieszkał w Niemczech gdzie zapoznał się z ideami socjalizmu. Z przyczyn politycznych musiał opuścić Niemcy i powrócić do Szwecji. W mieście rodzinnym wygłosił on przemowę „Hvad vilja socialdemokraterna?” – „Jaka będzie socjaldemokracja?”. 6 listopada 1881 roku Palm zorganizował swoje pierwsze spotkanie programowe, a w październiku po raz pierwszy wystąpił na wiecu publicznym w Sztokholmie. Palm uważał, że celem ruchu robotniczego jest walka o powszechne prawo wyborcze, odrzucał on walkę klas i uważał, że państwo powinno być ponadklasowe. 11 listopada 1882 wydał program który zawierał wcześniej głoszone przez niego idee socjalistyczne. Program ten był tłumaczeniem programu duńskich socjaldemokratów z roku 1876 (program Duńczyków oparty był na tezach programu gotajskiego Socjalistycznej Partii Robotników Niemiec z maja 1875 roku).
Program Palma łączył koncepcję Karola Marksa i Ferdynanda Lassalle. Program partii nawiązywał do reformizmu, zakładał on przekształcenie struktur własnościowych środków produkcji z prywatnych na socjalistyczne choć dopiero w odległym czasie, zapowiedziano powszechny, sprawiedliwy podział dóbr, uchwalenie równego i bezpośredniego prawa wyborczego, odrzucono tezę dyktatury proletariatu.
Powstawać zaczęły kluby socjaldemokratów, w 1884 roku przeniesiono biuro socjaldemokratów z Malmö do stolicy, Sztokholmu. W 1885 powstało pismo „Social-demokraten”. W 1885 powstał Związek Socjaldemokratyczny. Hjalmar Branting założył gazetę „Tiden” na łamach której polemizowano z linią programową „Social-Demokraten” (jej nowym redaktorem został Axel Danielson). Od 1896 socjaldemokraci znaleźli się w parlamencie (pierwszy poseł: dziennikarz Hjarmar Branting, z list liberałów z Liberalnej Partii Koalicyjnej), a od 1914 roku najsilniejsza w nim. W 1889 odbył się zjazd socjaldemokratów na którym Zrzeszenie Socjaldemokratyczne oficjalnie zmieniło nazwę na Szwedzka Socjaldemokratyczna Partia Robotnicza. Liderem partii wybrany został Hjalmar Branting. Na zjeździe ustalono, że m.in. do reform społecznych nie jest potrzebna rewolucja. Branting był zwolennikiem filozofii Eduarda Bernsteina, popierał pacyfizm, odrzucał hasła rewolucji i dyktatury proletariatu, w tym czasie było to stanowisko odrębne od ówczesnego programu partii według którego robotnicy mieli prawo stosować walkę rewolucyjną w obronie swoich interesów. Przed wyborem Brantinga, partia nie miała jednego przewodniczącego i była zarządzana w sposób kolektywny. W 1886 roku przewodniczącym partii został Claes Tholin.
Program partii uchwalono na kongresie partii z 1897 roku. Autorem programu był Axel Danielsson, był on tłumaczem Manifestu Komunistycznego, w 1888 roku trafił do więzienia za bluźnierstwo którego dopuścić się miał w piśmie „Tiden”.

### Działanie partii

#### Początek działania partii
W 1898 powstała Federacja Związków Zawodowych, LO. Władzę związku zawodowego podjęły decyzję o wstępowaniu związkowców do partii socjaldemokratów. W 1902 roku doszło do protestów związanych z planem rządu aby ograniczyć prawo wyborcze do jedynie 12% męskiej części Szwedów. Plany oprotestowali liberałowie i lewicowcy. Lider socjaldemokratów, Hjalmar Branting określił plany rządy jako projekt pupili króla. W proteście przeciwko planom rządu wybuchł strajk na czele którego stanęli socjaliści.
W 1902 roku złagodniały przepisy odnośnie do cenzusu majątkowego, dzięki którym 3 socjaldemokratów mogło dostać się do parlamentu. W 1905 roku w Szwecji zmienił się rząd – większość parlamentarną zdobyła partia liberalna której rządy poparte zostały przez socjaldemokratów. Socjaldemokraci zdobyli 13 miejsc w parlamencie. W tym czasie LO liczyła 160 tysięcy członków, a od 1906 roku związkowcy otwierali uniwersytety ludowe – placówki tego typu istnieją w kraju aż do dzisiaj. Liberalny rząd zakazał pracodawcom zwalniania z pracy działaczy związkowych. W 1907 roku, ponownie przewodniczącymi partii wybrany został Branting. W okresie od 1906 do 1908 roku, reformiści mający wewnątrz partii większość wydalili z niej skrzydło związane z organizacją Młodzi Socjaliści w tym Hinke Bergerena których oskarżono o „odchylenia anarchistyczne” – odchyleniami tymi była chęć zerwania sojusz z liberałami czy stawiany przez przedstawicieli tego skrzydła postulat likwidacji armii i zastąpienia ją milicją (na wzór Szwajcarii). Wydaleni z partii Młodzi Socjaliści założyli odrębne ugrupowanie, jako zwolennicy nurtu rewolucyjnego (syndykalizmu, marksizmu czy anarchizmu) ograniczyli się wyłącznie do akcji bezpośredniej.
W sierpniu 1909 roku SAP i LO zorganizowały nieudany, trwający miesiąc, strajk generalny w którym udział wzięło aż 300 tysięcy pracowników. W czasie strajku doszło do pierwszego konfliktu na linii partii socjaldemokratycznej-związki zawodowe. LO i jej przewodniczący H. Lundkvist jako zwolennik parlamentaryzmu skrytykowany został przez klasowy związek SAF który zarzucił mu zbytnie kompromisy z kapitalistami. Część członków związku, która uznała, że LO jest zbyt uległe wobec kapitalistów, opuściła związek i zasiliła Młodych Socjalistów. Po strajku zwiększono represje wobec robotników, na co odpowiedzią było utworzenie robotniczych szkół średnich i domów ludowych, a także ABF (Robotnicze Stowarzyszenie Edukacyjne). Powstało także HBS (spółdzielnia mieszkaniowa). Po nieudanym strajku od LO odłączyli się syndykaliści, którzy założyli Szwedzką Robotniczą Centralną Organizację (SAC).
Kiedy strajk nie przyniósł widocznych efektów, na zjeździe partii z 1911 roku sformułowano tezę według której celem partii jest wpływanie na politykę poprzez negocjacje oraz kompromisy z innymi siłami. Reformistyczna postawa wkrótce zaczęła owocować szerszym poparciem społecznym. W 1911 obniżono cenzus majątkowy, w wyniku którego wzrosło poparcie dla socjalistów, zmalało natomiast poparcie dla ugrupowań prawicowych. Liberalne rządy wprowadził pierwsze reformy socjalne – uchwalono ustawę o rentach starczych i ustawę o ochronie bezpieczeństwa pracy.

#### I wojna światowa i okres rewolucji
Wraz z wybuchem I wojny światowej w Szwecji, która co prawda nie brała udziału w wojnie, doszło do kryzysu politycznego. W partiach lewicowych dochodziło do sporów wewnętrznych spowodowanych poparciem wojny przez niemiecką socjaldemokrację. Równocześnie prawicowi militaryści opublikowali raport, w którym wykazano, że Szwecja nie jest w stanie obronić się przed agresją z zewnątrz, prawica obwiniła o to socjalistów i próbowała obrócić przeciwko partii socjaldemokratycznej społeczność chłopską. Ze względu na oskarżenia stawiane wobec partii przez prawicę, większość działaczy partii nie zaangażowała się w popularny wśród europejskiej lewicy ruch pacyfistyczny.
Frakcja lewicowa na czele z Hoglundem i Nermanem dołączyła do współtworzonej przez Włodzimierza Lenina platformy zimmerwaldzkiej – grupy antywojennych organizacji lewicowych. W marcu 1916 roku w Sztokholmie odbył się zjazd pacyfistyczny, działacze frakcji lewicowej socjaldemokratów wezwali robotników do walki pozaparlamentarnej i wypowiedzieli się przeciwko kierownictwu partii. Trzech z uczestników manifestacji aresztowanych zostało za „podżeganie do przewrotu”; Branting wystąpił o ich uwolnienie dopiero w roku 1917 aby pozyskać poparcie radykalniejszej części proletariatu. Tendencje lewicowe wykazywała Szwedzka Socjaldemokratyczna Liga Młodzieży – jej działacze krytykowali sojusz z liberałami, nie wierzyli w deklarowany ze strony kierownictwa antymilitaryzm, a także wątpili w działanie parlamentarne które ich zdaniem prowadziły do utrzymania kapitalizmu i burżuazyjnego modelu demokracji.
Równocześnie do Szwecji dotarły wpływy wystąpień robotniczych z okresu I wojny światowej czy rewolucji październikowej. Robotnicy zorganizowali zamieszki na tle głodowym w trakcie których domagali się wydania zapasów ziemniaków. Rok 1917 przyniósł kolejny rozłam w partii; zwołano kongres na którym partię opuścili przedstawiciele nurtu rewolucyjnego i organizacji młodzieżowej, w maju 1917 roku założyli oni odrębną Socjaldemokratyczną Partię Lewicową. Dotychczas istniejącą młodzieżówkę, zastąpiono bardziej umiarkowanym Szwedzkim Socjaldemokratycznym Związkiem Młodzieżowym. W tym samym roku do rządu weszli pierwsi socjaldemokraci; ministrem edukacji został Verner Ryden (z zawodu nauczyciel), ministrem obrony Erik Palmstierna (arystokrata i oficer marynarki wojennej, do partii socjalistycznej dołączył w 1911 roku, wcześniej działał w partii liberalnej), ministrem finansów Hjalmar Branting. Do rady konsultacyjnej przystąpił natomiast Osten Unden (profesor prawa). Rok ten uznawany był za rok przełomu demokratycznego; socjaldemokraci założyli Robotniczy Komitet 1917 roku a rozłamowcy z socjaldemokracji i anarchosyndykaliści powołali Komitet Pomocy Społecznej. Obydwa ruchy domagały się demokratyzacji szwedzkiego systemu politycznego.
Pierwszą decyzją rządu w skład którego wchodzili socjaldemokraci było uwolnienie Antona Nilsona aresztowano w 1908 roku za zamach na statku w czasie strajku w Malmö. Nilson został skazany na karę śmierci jednak w całym świecie w jego obronie zwoływano akcje solidarnościowe np. amerykańscy przedstawiciele związku Robotnicy Przemysłowi Świata zebrali pod petycją w jego obronie 130 tysięcy podpisów. W jego obronie wypowiedział się m.in. znany poeta i związkowiec Joe Hill. 1 maja 1917 roku w obronie Nilsona odbyła się demonstracja w Härnösand w której udział wzięło 10 tysięcy osób.
W okresie ogólnoeuropejskiego wrzenia rewolucyjnego także w Szwecji pojawiły się żądania tworzenia rad robotników. Król poprosił socjaldemokratów o przeciwstawienie się wpływom bolszewizmu, w odpowiedzi na apel monarchy, socjaldemokraci opublikowali odezwę w której wezwali do obrony demokracji parlamentarnej i wypowiedzieli się przeciwko przedstawicielom konserwatywnej prawicy i skrajnej lewicy. 5 czerwca 1917 roku, Socjaldemokratyczna Partia Robotnicza i Socjaldemokratyczna Partia Lewicy zwróciła się do rządu z interpelacją dotyczącą rządowych projektów reformy parlamentarnej. Wówczas pod parlamentem na wezwanie Komitetu Pomocy Społecznej zebrał się liczący 30 tysięcy osób tłum. Policja zaatakowała pikietujących, Branting w odpowiedzi na przemoc ze strony organów władzy, wymusił na władzach aby pozwoliła na przeniesienie wiecu w inną część stolicy.
Rząd liberalno-socjalistyczny w maju 1919 roku obniżył wiek kandydowania w wyborach do 23 lat. Udało się również wprowadzić liczący osiem godzin dzień pracy. W fińskiej wojnie domowej socjaldemokraci pozostali neutralni.

#### Lata międzywojenne
Już w marcu 1920 roku w Szwecji powstał pierwszy na świecie rząd socjaldemokratów z premierem Hjalmarem Brantingiem. W tym samym roku po przegranych wyborach socjaldemokraci opuścili rząd. Do powtórnego zwycięstwa socjaldemokratów doszło już w październiku 1921, a następnie w kwietniu 1923 i w październiku 1924, za każdym razem urząd premiera obejmował Branting. Pod jego rządami Szwecja przystąpiła do Ligi Narodów, w 1920 roku ustanowiono prawa wyborcze dla kobiet oraz utworzono ministerstwo opieki społecznej. W 1921 roku Branting został laureatem Pokojowej Nagrody Nobla. Okres rządów Brantinga wiązał się ze stałym wzrostem poparcia dla Szwedzkiej Socjaldemokratycznej Partii Robotniczej, jak i konkurencyjnej wobec niej, Lewicowej.
Duży wpływ na zwiększenie możliwości socjaldemokratów miała reforma praw wyborczego z 1921 roku, na skutek reformy już nie jak dawniej co piąty Szwed mógł oddać głos w wyborach, lecz swój głos mógł oddać już co drugi obywatel kraju. Mimo to jednym z problemów centrolewicy była niższa niż wśród konserwatystów frekwencja wyborcza.
W 1921 roku z Socjaldemokratycznej Partii Lewicowej wyłamała się Komunistyczna Partia Szwecji; liderami ruchu byli Zeth Hoglund oraz Karl Kilbom. Na skutek rozłamu komuniści odebrali socjaldemokratom 8% poparcia.
W latach 20. w partii trwała wewnętrzna dyskusja na temat ideologii partii. Spory dotyczyły głównie kwestii uspołecznienia. Coraz większe wpływy w partii uzyskała tendencja nierewolucyjna zakładająca przekształcenie kapitalizmu od zewnątrz. W 1928 roku odbył się zjazd SAP na którym Albin Hansson, nowy lider ugrupowania, uchwalił program zgodnie z którym państwo przekształcone zostało mieć w „dom ludu” (państwo opiekuńcze). Okres wielkiego kryzysu był okresem kiedy jedyny raz w historii Szwecji zginęli protestujący robotnicy, miało to miejsce w 1931 roku w czasie strajku w Adalen (zginęło pięciu robotników), radykalizacja społeczeństwa związana z tym wydarzeniem przyczyniła się do zwiększenia poparcia dla socjaldemokratów.
Kolejną z przyczyn wzrostu poparcia dla partii była samobójcza śmierć Ivara Kreugera znanego jako „król zapałek”. Kreuger był w opinii wielu osób uosobieniem szwedzkiego kapitalizmu; po jego śmierci ujawnionych zostało wiele podejrzanych spraw za którym Kreuger miał stać. Kompromitacja Kreugera poniekąd doprowadziła do kompromitacji ówczesnego, kapitalistycznego systemu Szwecji – znacznie utrudniło to przedstawicielom konserwatystów na socjaldemokratyczne propozycje reform kapitalizmu.
Przed wyborami z 1932 roku socjaldemokraci przedstawili nowy program. Zapowiedziano likwidacje bezrobocia nie poprzez „zaciskanie pasa” i cła, lecz poprzez programy rządowe i ekspansję gospodarczą opartą na postulatach Johna Maynarda Keynesa i zbliżonych do keynesizmu ekonomistów szwedzkich. W 1932 socjaldemokraci wygrali wybory zyskując 40% poparcia (104 mandaty w Riksdagu). W 1933 roku zawarli koalicję z agrarystami. Rząd ten wprowadził ubezpieczenie emerytalne, wypadkowe i od bezrobocia, wprowadzono budowę mieszkań, opiekę zdrowotną matki i dziecka, zasiłek dla samotnych matek i urlop wypoczynkowy. Rząd podwyższył podatek progresywny jednak podatek korporacyjny pozostał na stosunkowo niskim poziomie. Socjaldemokraci i agrariusze zyskali na poparciu w wyborach w 1936 roku, ponownie zawarli koalicję i utworzyli rząd większościowy.
Przełom rozpoczął się w 1938 roku kiedy socjaldemokraci uzyskali 50,4% głosów w wyborach, a w latach 30. podwojono liczbę członków LO i SAP. W 1938 roku z inicjatywy SAP podpisano porozumienie między Federacją Związków Zawodowych a Szwedzkim Związkiem Pracodawców dotyczące pokoju na rynku pracy, umowa stała się podstawą późniejszego systemu Szwecji. Święto Pracy zostało ustanowione świętem państwem w 1938 roku.
Duże poparcie dla socjaldemokratów było owocem polityki centrolewicy w okresie II wojny światowej, Szwecji udało się wówczas zachować kraj poza wojną. Premier Per Albin Hannson zastąpił „czerwono-zieloną” koalicję agrariuszy i socjalistów już w grudniu 1939 roku, na jej miejsce powstała szeroka koalicja wszystkich partii parlamentarnych (poza komunistami). Ministrem spraw zagranicznych Szwecji został Christian Günther, dyplomata niezwiązany z żadną z partii politycznych. W 1940 roku partia zyskała aż 53,8% poparcia. W czasie trwania wojny powstał tzw. system prasy partyjnej, w 1940 roku w parlamencie zasiadało 38 dziennikarzy czy redaktorów, aż 75% z nich związana była z socjaldemokracją. Stosunki między partiami zaczęły się psuć pod koniec trwania wojny. W 1944 roku socjaldemokraci utracili wiele mandatów a konkurencyjni komuniści podwoili ich liczbę.
Do 1944 partia posługiwała się silnie marksistowskim programem z 1920 roku. Nowy program powołano w roku 1944. Główny nacisk w nowym programie położono na politykę pełnego zatrudnienia aby osiągnąć ten cel socjaldemokraci chcieli zwiększyć interwencjonizm państwa na sektor biznesowy. Także inne partie sporządził nowe programy np. liberałowie (po wojnie głównej partii opozycyjnej) na czele z ekonomistą Bertilem Ohlinem rozpropagowali hasło „społecznego liberalizmu” który po części czerpał z założeń socjaldemokratycznego państwa opiekuńczego. Po wojnie, latem 1945 roku socjaldemokraci zastąpili rząd koalicyjny, rządem socjaldemokratycznym.

#### Na powojennej scenie politycznej
W okresie powojennym doszło do krótkotrwałej radykalizacji programu socjaldemokratów. Już w 1944 roku przyjęto 27 punktów partii, postulaty te zostały jednak porzucone po przejęciu w 1946 roku władzy Tage Erlandera który powrócił do liberalnego i pragmatycznego kursu. Tage Erlander zastąpił Hannsona który zmarł w 1946 roku na atak serca. Tage Erlander nie był tak popularny i znany jak jego poprzednik a wcześniej sprawował funkcję ministra edukacji, kultury i spraw religijnych. W wyborach w 1948 roku, Partia Liberalna podwoiła liczbę posłów (kosztem konserwatystów i agrariuszy), socjaldemokraci stracili jedynie trzy mandaty i przejęli duży procent elektoratu komunistycznego (partia komunistyczna traciła poparcie na skutek wybuchu zimnej wojny). Partia Socjaldemokratyczna i Liberalna poprawiły wzajemne reformy a mimo burzliwego jak na warunki szwedzkie konfliktu politycznego przez okres lat 1946–1951 dominował consensus.
W 1951 roku ponownie powołano koalicję „czerwono-zieloną” między agrariuszami a socjalistami. Partie koalicji utraciły poparcie w wyborach z 1952 i 1956. Koalicja rozpadła się na skutek referendum w 1957 roku w którym obie partie zajęły odrębne stanowiska. W latach 50. utrwalony został program socjalizmu demokratycznego. Postulaty socjaldemokratów realizowano poprzez ekonomikę mieszaną oparta na współistnieniu spółek prywatnych, państwowych i spółdzielczych. XXI Zjazd SAP z 1960 roku uchwalił program który zmienił cele partii przenosząc na drugi plan propozycji zmian społecznych zastępując je walką o demokratyczne idee takie jak braterstwo, równość, współpraca i wolność. W latach 1958–1970, socjaliści i komuniści nawiązali współpracę w drugiej izbie parlamentarnej dzięki czemu socjaldemokratom udało się uzyskać większość w tej izbie.
W latach 60. wprowadzono dodatkową emeryturę, powszechne ubezpieczenie zdrowotne, zasiłek na dziecko, wydłużono urlopy pracownicze i powstała ochrona macierzyństwa oraz pomoc studentom została znacznie rozszerzona. W latach 60. i 70. wprowadzono zasiłki na niepełnosprawne dziecko, rozwinięto system zdrowotny, refundacja leków, obowiązek uczęszczania sześciolatków do przedszkoli, wprowadzono ubezpieczenie rodzinne, nową ustawę o aborcji, a także powstało darmowe poradnictwo w sprawach planowania rodziny i antykoncepcji. W 1964 roku wprowadzono politykę wyrównywania szans kobiet i mężczyzn, a w 1968 znacznie ją poszerzono. Choć całe lata 60. cechowały się spokojem zapoczątkowany szybkim wzrostem gospodarczym w latach powojennych, scenę polityczną zmieniły nieco późne lata 60. i radykalizacja młodzieży oraz ogólnoświatowy kryzys naftowy z 1973 roku. Wraz ze zjawiskami tj. bunt młodzieży czy protesty przeciwko wojnie wietnamskiej, społeczeństwo Szwecji przesunęło się w lewą stronę a socjaldemokratom udało się przejąć ten elektorat wygrywając wybory z 1968 roku.

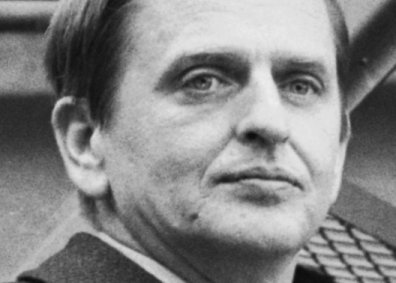
Olof Palme przewodniczący SAP od 1969 roku

##### Kadencja Olofa Palme
W 1969 roku władzę w partii objął Olof Palme, za jego kadencji partia nieco zradykalizowała swoją działalność zwłaszcza w polityce zagranicznej. Od 1971 roku wsparcia koalicji rządowej socjaldemokratów udzielili komuniści (od 17 do 19 mandatów). W 1971 został wprowadzony jednoizbowy parlament. Przegłosowana została ustawa o pracownikach, ustawa o czasie pracy, ustawy o ochronie zatrudnienia, ustawa o uczestnictwie w życiu gospodarczym ludzi pracy (MBL – ustawa o współzarządzaniu) i wprowadzono urlop szkoleniowy i urlop wypoczynkowy do 5 tygodni. Jeden ze zjazdów partii odrzucił dotychczasowe postulaty nacjonalizacji budownictwa, farmaceutyki i banków.
Zjazd SAP z 1972 roku w sprawach polityki zagranicznej opowiedział się za uznaniem NRD (w krótkim czasie), KRLD (w odpowiednim czasie) i Tymczasowego Rządu Rewolucyjnego Republiki Wietnamu Południowego (w przypadku gdy wprowadzony zostanie tam rząd koalicyjny). Zjazd ten uchwalił, że w okresie 1974-1975 pomoc Szwecji dla krajów Trzeciego Świata wyniesie 1% produktu narodowego brutto. Na zjeździe po raz kolejny potępiono interwencję amerykańską w Wietnamie i opowiedziano się za polityką neutralności Szwecji. Zwycięstwo socjaldemokratów z 1968 roku zmobilizował opozycję prawicową i komunistyczną. Szeroką współpracę nawiązały partie koalicyjne; Centrum, liberałowie i konserwatyści. Centryści zdystansowali się od socjaldemokratów a ich lider Thorbjörn Fälldin prezentował się jako przywódca bloku opozycji niesocjalistycznej.
Zjazd z 1975 roku krytycznie ocenił państwo dobrobytu i przyjął nową doktrynę, demokrację ekonomiczną. Demokracja ekonomiczna funkcjonuje poprzez; zdemokratyzowane instytucje państwowe, udział reprezentacji społeczeństwa w kontroli nad państwem i gospodarką; większymi uprawnieniami pracowników w przedsiębiorstwach oraz umocnienie roli państwa w decyzjach gospodarczych. Nowy program odrzucał zarówno leninizm i kapitalizm postulując trzecią drogę.
W 1976 roku socjaldemokraci przegrali wybory tracąc 0,5% głosów, poparcie zmalało także dla popierającej rządy centrolewicy, Partii Lewicy-Komunistów (VPK). Partie mocno podzieliła kwestia elektrowni atomowych, opozycyjna dotychczas Partia Centrum podniosła hasła ekologiczne i opowiedziała się za wycofaniem reaktorów jądrowych.
Olof Palme na kongresie związku zawodowego metalowców który odbył się na jesieni 1977 roku, przedstawił dziesięciopunktowy program który zawierał m.in. postulaty aby państwo zajęło się problemami strukturalnymi – przemysłu tekstylnego, wydobywczego, drzewnego, stalowego oraz samochodowego; aby utworzono fundusz struktury o początkowym kapitale 4 miliardów koron w którym większość udziału powinni mieć pracownicy; zwiększenie interwencjonizmu państwowego; zwiększenie marketingu przedsiębiorstw eksportowych; realizacja postanowień z 1975 roku dotyczących polityki energetycznej (np. oszczędzanie zużycia energii w przemyśle); zwiększenie programu budownictwa tanich mieszkań; powołać komisję która powinna zająć się utworzeniem miejsc pracy dla 40 tysięcy bezrobotnych młodych ludzi; kontynuować politykę zatrudnienia wcześniejszych rządów lewicowych; państwo poprzez urząd cen i urząd antykartelowy powinny zająć się kontrolą cen w celu zahamowania inflacji; aż w końcu rząd przeprowadziłby reformę podatkową i musiałby zlikwidować ulgi podatkowe przedsiębiorstw.
Pod rządami prawicy w 1980 roku wybuchł olbrzymi strajk zorganizowany przez powiązaną z socjaldemokratami centralę związkową LO. Dwie główne partie lewicowe – socjaldemokraci i komuniści, opowiedzieli się po stronie strajkujących pracowników. Już w maju partie lewicowe zagroziły rządowi wotum nieufności. Bezpośrednią przyczyną strajku były nieudane rozmowy na temat podwyższenia płac. Rząd centroprawicy był też silnie targany kryzysami gospodarczymi.
Wybory w 1982 i 86, ponownie wygrali socjaldemokraci, najważniejszymi kwestiami stał się Fundusz Pracowniczy do skupowania akcji i prowadzenie polityki pełnego zatrudnienia. W 1986 roku doszło do zamachu na Olofa Palmego. Po śmierci Palmego, jego następca, Ingvara Carlsson skoncentrował się na polityce równości między kobietami (rząd 50:50) a mężczyznami i ochronie środowiska. Ucichła opozycja wewnątrzpartyjna i parlamentarna i starano się unikać konfrontacji międzypartyjnych. Socjaldemokratom wraz z liberałami udało się przeforsować reformę podatkową, która skutkowała podniesieniem podatków pośrednich kosztem obniżenia podatku dochodowego.
Koniec lat 80. przyniósł kryzys bankowy, a rząd realizować zaczął politykę „zaciskania pasa”, z drugiej strony wraz z przemianami na scenie politycznej Europy opinia publiczna przesunęła się w prawą stronę.

##### Obecnie
Wybory po 1991 roku, okazały się największym przetasowaniem sceny politycznej od 1921 roku. Po raz pierwszy do parlamentu samodzielnie dostała się Chrześcijańska Demokracja i populiści z Nowej Demokracji. Cztery partie utworzyły centroprawicowy rząd mniejszościowy z premierem Carlem Bildtem wywodzącym się z partii konserwatywnej. Recesja zmusiła rząd centroprawicy do kompromisów z opozycją socjalistyczną. Nowy prawicowy rząd sprywatyzował dużą część sektora publicznego i obniżył podatki. Wybory w 1994 roku ponownie wygrali socjaldemokraci obiecujący cofnięcie reform centroprawicy. W 1996 roku władzę w partii i funkcję premiera objął Göran Persson, dotychczasowy minister finansów. Obiecał on zwalczyć inflację i do 2000 roku zredukować bezrobocie do 4% co udało mu się zrealizować. W 2000 roku pod rządami centrolewicy odnotowano największy wzrost gospodarczy od 40 lat oraz udało się opanować inflację. Dzięki polityce rządu Perssona udało się położyć kres kryzysowi gospodarczemu Szwecji dekady lat 90.
Od 1996 roku robotnicza ideologia partii zaczęła blednąć. Sprywatyzowała ona wiele przedsiębiorstw państwowych (np. telekomunikacja, szpitale, poczta), wciąż jednak twierdząc, że jest to element budowy państwa dobrobytu. Stała się natomiast propagatorem feminizmu, wszelkiego rodzaju równości, zwalczając ostro wszelkiego rodzaju rasizm i dyskryminację.
W szwedzkich wyborach parlamentarnych 2006 roku, socjaldemokraci uzyskali 34,99% tym samym stracili mandat do sprawowania koalicji rządowej. Rząd stworzyła centroprawicowa koalicja Sojusz dla Szwecji. Największą z grup głosujących na socjaldemokratów byli emeryci (o 10% więcej w porównaniu z wyborami z 2002 roku) i robotniczy związkowcy (spadek o 5%). Łącznie Partia Socjaldemokratyczna i Partia Lewicy uzyskały 48% poparcia ze strony obywateli nienordyckich co stanowi spadek; w 2002 roku wskaźnik ten sięgnął 73%. W Sztokholmie na którym zazwyczaj większość mieszkańców głosuje na partie centroprawicowe, partia socjaldemokratyczna uzyskała 23% poparcia. Od 2012 do 2021 roku przewodniczącym partii był Stefan Löfven. W listopadzie na nową przewodniczącą została wybrana Magdalena Andersson.

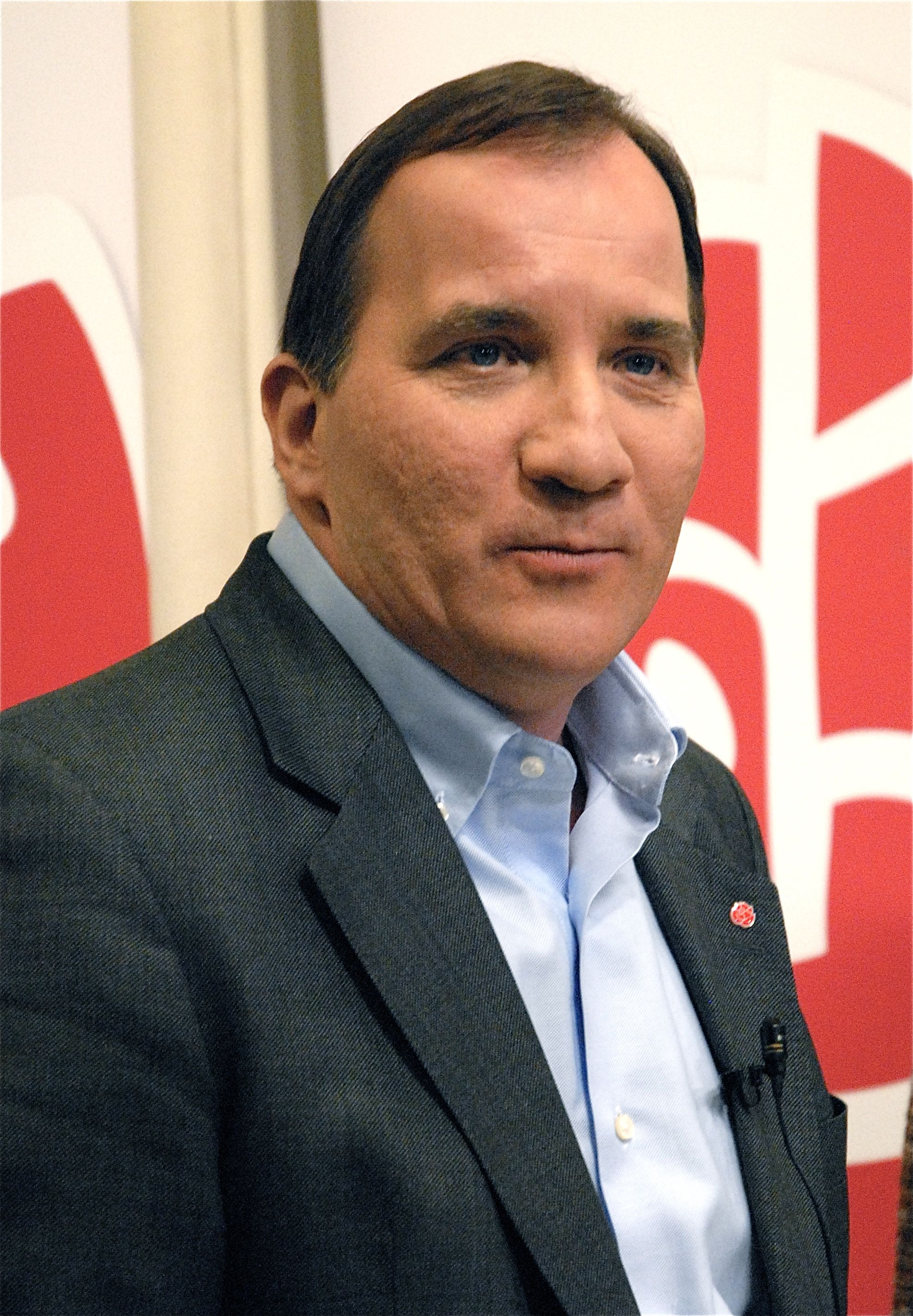
Stefan Löfven przewodniczący partii od 2012 do 2021 roku

Szwedzcy socjaldemokraci w okresie między latami 30. a 90. otrzymywali we wszystkich wyborach między 40% a 55% głosów co czyni partię jedną z najbardziej popularnych w historii świata liberalnej demokracji.

## Program i ideologia
Program Socialdemokraterny składa się z dwóch dokumentów: programu partii i manifestu wyborczego.

### Program partii

#### Opis
Program partii (partiprogram) jest deklaracją ideologiczną, zawierającego określenie partii i przywiązanie do idei. Program partii do 2001 roku można było podzielić na programu maksimum (typowy program ideologiczny) i minimum (postulaty, np. wprowadzenie republiki). Obecnie rozpoczyna się od rozdziału demokratyczny socjalizm, słowami: Socjaldemokracja chce zbudować społeczeństwo na ideach demokracji i jednakowej wartości wszystkich. Wolni i równi ludzie w solidarnym społeczeństwie są celem demokratycznego socjalizmu (Socialdemokratin vill forma ett samhälle grundat på demokratins ideal och alla människors lika värde. Fria och jämlika människor i ett solidariskt samhälle är den demokratiska socialismens mål.). Partia deklaruje się w nich jako partia antykapitalistyczna (Socialdemokratin är och förblir ett antikapitalistiskt parti), feministyczna (Med denna grundsyn är socialdemokratin ett feministiskt parti.) i ochrony środowiska (Med detta synsätt är socialdemokratin ett miljöparti). Deklaruje chęć zmniejszenia rozwarstwienia ekonomicznego i zapobieganie wszelkim formom dyskryminacji. Partia uważa się za część ruchu robotniczego.

#### Historia
- Do 1897 roku partia posługiwała się wyłącznie szwedzkim tłumaczeniem programu duńskiej socjaldemokracji opartego na programie Socjaldemokratycznej Partii Robotniczej; programie gotajskim, w 1882 roku został on przetłumaczony przez Augusta Palma i różni się w kilku punktach od pierwowzoru.
- Program z roku 1897: Program ten jest pierwszym programem SAP. Składał się z:
  1. Zasad ogólnych. Pierwsze zdanie tego programu brzmi: Socjaldemokracja różni się od innych partii politycznych tym, że chce całkowicie zmienić organizację ekonomiczną społeczeństwa burżuazyjnego i wprowadzić klasę robotniczą w całkowite równouprawnienie społeczne, zapewnić jej bezpieczeństwo i rozwój kultury duchowej i materialnej. (Socialdemokratin skiljer sig från andra politiska partier därigenom, att den vill helt omdana det borgerliga samhällets ekonomiska organisation och genomföra arbetareklassens sociala frigörelse, till betryggande och utveckling af den andliga och materiella kulturen.). Zdanie to będzie się pojawiać w zmienionej formie aż do 1960 roku. Program krytykuje kapitalistyczna organizację procesu produkcji, która wywołuje niszczenie więzi społecznych, gromadzenie majątku w rękach nielicznych kosztem klasy robotniczej. Dąży do emancypacji politycznej klasy robotniczej.
  2. Programu politycznego. Jest podzielony na 11 części. Głosi między innymi: Powszechne, równe i bezpośrednie wybory, odbywane w niedziele lub święto, prawo wyborcze dla wszystkich: robotników, kobiet i mężczyzn, powstanie jednoizbowego parlamentu, neutralności państwa i kościoła i zaprzestania jego finansowania, progresywny podatek dochodowy, bezpłatną pomoc prawną, zniesienie podatków pośrednich, 8 godzinny dzień pracy, zakaz zatrudniania osób poniżej 14 roku życia, zakaz pracy w porze nocnej gdy jest to niewymagane, objęcie opieką chorych i starych, wolność zrzeszania się.
- Program z roku 1905: Jest powtórzeniem najważniejszych kwestii programowych. W programie politycznym pojawia się program walki z alkoholizmem, co w 1922 doprowadzi do referendum w sprawie prohibicji w Szwecji.
- Program z roku 1911: Jest powtórzeniem najważniejszych kwestii programowych. W programie politycznym pojawia się walka z militaryzmem, oraz postulat powszechnego rozbrojenia, zniesienia kary śmierci. Pojawiają się także postulat zakazu pracy dzieci poniżej lat 15, ochronnego prawa pracy i utworzenia nowoczesnej i sprawnej kontroli. Większą uwagę zwraca się także na rolnictwo, spółdzielczość oraz przekazanie społeczeństwu dóbr natury.
- Program z roku 1920: Zasady ogólne zostały znaczniej niż w pozostałych programach rozwinięte. W programie politycznym także zachodzą znaczące zmiany, postulaty zostały uporządkowane, nie kolidują ze sobą. W szczególności w sprawach pracowników nastąpił znaczny rozwój: socjaldemokraci domagali się 36 godzinnego tygodnia pracy, ubezpieczenia zdrowotnego, wypadkowego, macierzyńskiego i od bezrobocia, emerytur dla osób starych, wdów, inwalidów, interwencji państwa w płace minimalną, ochronę pracy chałupników Program polityczny zawiera także postulat wywłaszczenie na potrzeby społeczeństwa.
- Program z roku 1944: W kolejnym programie dalej krytykuje się kapitalistyczny sposób produkcji, jednak jest on znacznie mniej zdominowany naukami Marksa niż pozostałe. Mimo to nie zmieniono znacząco programu politycznego, a jeden z postulatów dalej zawiera wywłaszczenie na rzecz społeczeństwa. Program polityczny zawiera także wiele nowych postulatów, np. walka z wykluczeniem mieszkaniowym i poprawa jakości mieszkania, powszechnej opieki zdrowotnej i inne.
- Program z roku 1960: Zasady ogólne zostały znacząco rozwinięte i podzielone de facto na cztery części. Program polityczny składał się już 31 punktów głównych, złożonych z kilku postulatów.
- Program z roku 1975: Zasady ogólne zostały w nim bardzo rozbudowane, składał się z rozdziałów:
  1. Czego chcą socjaldemokraci, który definiował podstawowe socjaldemokratyczne wartości jak: wolność, równość, solidarność, demokracja, praca,
  2. Od zamkniętego (prywatnego) społeczeństwa do państwa opiekuńczego
  3. Komunistyczna i kapitalistyczna oligarchia,
  4. Demokratyczny socjalizm
  5. W rękach ludu, zawierającego tytuły: Planowanie gospodarcze i kontrola obywateli, współzarządzanie przez pracowników oraz rozdział o wpływie konsumentów
  6. Wolność wszystkich ludzi, pokój na świecie,

Zasady ogólne wtedy wypracowane, miały znaczący wpływ na kolejne programy partyjne.
- Program z roku 1990: Zasady ogólne znacząco się nie zmieniły, jednak większą uwagę przykłada się na ochronę środowiska. W programie politycznym do 35 głównych punktów dołączono ich nazwy[24].

### Manifest wyborczy
Są uchwalane przed wyborami (generalnymi, czyli połączonych wyborów samorządowych i parlamentarnych oraz europejskimi) i zawierają określenia zadań jakie partia zamierza podjąć po wyborach.

## Polityka zagraniczna
Partia w okresie zimnowojennym poparła procesy odprężeniowe. Partia krytykowała politykę zagraniczną Stanów Zjednoczonych szczególnie w Wietnamie w co szczególnie zaangażował się Olof Palme. Palme jeszcze jako minister szedł na czele demonstracji przeciwników bombardowań socjalistycznego Wietnamu. W 1972 roku Palme na konferencji ONZ, już jako premier oskarżył Stany Zjednoczone o niszczenie biologicznych warunków życia Wietnamczyków. Partia popiera politykę neutralności.
Szwecja pod rządami centrolewicy odrzuciła możliwość pełnego członkostwa w Europejskiej Wspólnocie Gospodarczej. Partia w okresie rządów uczestniczyła w konferencji helsińskiej i opowiadała się za uczestnictwem Finlandii w KBWE. SAP poparła rokowania wiedeńskie w sprawie ograniczenia zbrojeń w Europie. Socjaldemokraci skrytykowali plany NATO z 1979 zakładające nowe zbrojenia na terenie kontynentu. Socjaldemokraci popierali plany przyjęcia Portugalii, Grecji i Hiszpanii do EWG.
Socjaldemokraci popierali ruchy narodowowyzwoleńcze. Szczególnie zwalczali apartheid w RPA i Namibii. Olof Palme na prośbę krajów Afryki wziął udział w Radzie Bezpieczeństwa Organizacji Narodów Zjednoczonych z marca 1977 roku dotyczącej sytuacji w RPA. Na konferencji marcowej Palme zaprezentował sześć punktów które zakładały walkę z rasistowskim reżimem w RPA poprzez m.in.: zakaz sprzedaży brodni RPA, i udzielanie pomocy ruchom narodowowyzwoleńczym. W lecie 1977 roku Palme przewodził wizycie delegatów Międzynarodówki Socjalistycznej w krajach frontowych Afryki. W czasie rewolucji w Nikaragui, szwedzcy socjaldemokraci udzielili pewnego wsparcia sandinistom.
W 1980 roku Palme obok Bruno Kreisky’ego i Felipe Gonzáleza uczestniczył w rozmowach nt. uwolnienia amerykańskich zakładników uprowadzonych w Teheranie. na jesieni sekretarz generalny ONZ powierzył Palme misję pokojowego rozwiązania wojny irańsko-irackiej. W debacie w Riksdagu z marca 1977 roku socjaldemokraci opowiedzieli się za bardziej ostrą polityką względem reżimu apartheidowskiego, finansowaniem organizacji narodowowyzwoleńczych i zwiększeniem o 100 milionów koron pomocy dla afrykańskich państw frontowych. Socjaldemokraci zorganizowali fundusz pomocy ruchom wyzwoleńczym Namibii, Afryki Południowej oraz Rodezji, pod koniec 1977 roku fundusze ruchu wyniosły już 135 tysięcy koron.
Będąc w opozycji socjaldemokraci opowiedzieli się przeciwko udziałowi Szwecji w IDB (Międzyamerykański Bank Rozwoju), argumentowano to polityką prowadzoną przez IDB i Bank Światowy przejawiającym się m.in. poparciem reżimów południowoamerykańskich. SAP popiera postulowane w krajach trzeciego świata postulaty stabilizacji rynku surowcowego.

## Współpraca z innymi organizacjami, struktury
Na początku działania SAP w 1889 roku partia liczyła 3149 działaczy. W 1890 roku liczba członków partii wynosiła już 6922 osób. W latach 40. XX wieku w partii działało już około 500 tysięcy osób. W dekadzie lat 80. do partii należało ponad milion osób.
W 1971 roku rozpoczęta została dyskusja nad reformą struktur partii. Związane to było z reformą systemu administracji Szwecji. W 1975 roku zreorganizowano jednostki partii w 265 gminach, a do dalszej reorganizacji doszło w 1976 roku. W wyniku reformy zwiększono liczbę działaczy SAP o 15 tysięcy osób. Od czasu reformy w każdej gminie powstawały komuny robotnicze w skład której wchodzili działacze klubów partii, Socjaldemokratycznego Związku Młodzieży, Socjaldemokratycznego Związku Kobiet, organizacji urzędniczych, związków zawodowych i „Grup braterskich” Socjaldemokratycznego Stowarzyszenia Chrześcijańskiego. Komuna stanowi podstawową formę organizacyjną. Wyżej od komun robotniczych znajdują się szczeble okręgowe i centralny. Zjazdy partii organizowane są co cztery lata. Na Zjeździe wybiera się Zarząd Główny który następnie powołuje Komitet Wykonawczy.
SAP współpracuje z wieloma organizacjami ruchu robotniczego, najmocniej jednak z konfederacją szwedzkich klasowych robotniczych związków zawodowych (LO). LO od momentu powstania było związkiem zawodowym afiliowanym przez SAP. Związki te wspierają socjaldemokratów finansowo (około 15 milionów koron rocznie). Dzięki tym posunięciom LO miała decydujący wpływ na wiele rozwiązań w Szwecji podczas rządów socjaldemokratów, w szczególności w polityce gospodarczej. W dużym stopniu socjaldemokraci podporządkowali, wcześniej lub później, decyzją Kongresów organizacji związkowych LO (np.: fundusze pracownicze w latach 80). W większym stopniu, za tzw. szwedzki model odpowiada ekonomisterna (czyli ciało ekspercie, utworzone przez LO) niż sami socjaldemokraci.
Przewodniczący LO i Socjaldemokratycznego Związku Młodzieży (Sveriges socialdemokratiska ungdomsförbund), mają także zagwarantowane miejsca w Komitecie Wykonawczym Partii.
Organem prasowym centrali związkowej LO są dzienniki „Arbetet” i „Lo Tinding”. Organem SAP jest miesięcznik „Tiden”, w terenie działają pisma socjaldemokratyczne są to m.in. „Norrlandska Socialdemokraten” czy „Dala-Demokraten”.

### Organizacje partyjne
- Socialdemokratiska Studentförbundet (organizacja studentów)
- Sveriges socialdemokratiska kvinnoförbund (organizacja kobiet)
- Sveriges kristna socialdemokraters förbund (organizacja chrześcijan)
- S-muslimska kvinnoklubben (organizacja kobiet muzułmańskich)
- Handikapprörelsens s-förening (organizacja osób niepełnosprawnych)
- HBT-socialdemokrater (organizacja osób LGBT)

### Organizacje których partia jest właścicielem
- A-lotterierna
- AiP Media Produktion
- Spero

### Organizacje powiązane z partią

#### Prasa
- Arbetarbladet, Gävle
- Dagbladet Nya Samhället, Sundsvall
- Dala-Demokraten, Falun
- Folket, Eskilstuna
- Folkbladet, Norrköping
- Gotlands Tidningar, Visby
- Karlskoga-Kuriren, Karlskoga
- Länstidningen Östersund, Östersund
- Norrländska Socialdemokraten, Luleå
- Nyheterna Oskarshamn
- Piteå-Tidningen, Piteå
- Tidningen Ångermanland
- Sydöstran, Karlskrona
- Värmlands Folkblad, Karlstad
- Västerbottens Folkblad
- Östra Småland och Nyheterna
- Aftonbladet
- Efter Arbetet

#### Organizacje społeczne
- Riksbyggen
- Pensionärernas riksorganisation
- Koopi
- Kooperativa Förbundet
- Fonus
- Folksam
- Feministas
- Unga Örnar
- Olof Palmes internationella center
- Verdandi
- Folkets hus
- Arbetarrörelsens Tankesmedja
- Arbetarnas bildningsförbund
- Rönneberga kurs- och konferensanläggning
- Brunnsviks folkhögskola
- Bommersvik

## Wyniki wyborów

### Riksdag
- 1896: 1 mandat
- 1899:??
- 1902: 4 mandaty
- 1905: 13 mandatów
- 1908: 33 mandaty
- 1911: 28,5%, w tym miejsc 64 z 230;
- 1914 (marzec): 30,1%, w tym miejsc 73 z 230
- 1914 (wrzesień): 36,4%, w tym miejsc 87 z 230
- 1917: 39,2%, w tym miejsc 86 z 230
- 1920: 36,1%, w tym miejsc 75 z 230
- 1921: 39,4%, w tym miejsc 93 z 230
- 1924: 41,1%, w tym miejsc 104 z 230
- 1928: 37,0%, w tym miejsc 90 z 230
- 1932: 41,7%, w tym miejsc 104 z 230
- 1936: 45,9%, w tym miejsc 112 z 230
- 1940: 53,8%, w tym miejsc 134 z 230
- 1944: 46,7%, w tym miejsc 115 z 230
- 1948: 46,1%, w tym miejsc 112 z 230
- 1952: 46,1%, w tym miejsc 110 z 230
- 1956: 44,6%, w tym miejsc 106 z 231
- 1958: 46,2%, w tym miejsc 111 z 231
- 1960: 47,8%, w tym miejsc 114 z 232
- 1964: 47,3%, w tym miejsc 113 z 233
- 1968: 50,1%, w tym miejsc 125 z 233
- 1970: 45,3%, w tym miejsc 163 z 350
- 1973: 43,6%, w tym miejsc 156 z 350
- 1976: 42,7%, w tym miejsc 152 z 349
- 1979: 43,2%, w tym miejsc 154 z 349
- 1982: 45,6%, w tym miejsc 166 z 349
- 1985: 44,7%, w tym miejsc 159 z 349
- 1988: 43,2%, w tym miejsc 156 z 349
- 1991: 37,7%, w tym miejsc 138 z 349
- 1994: 45,3%, w tym miejsc 161 z 349
- 1998: 36,4%, w tym miejsc 131 z 349
- 2002: 39,9%, w tym miejsc 144 z 349
- 2006: 35,0%, w tym miejsc 130 z 349
- 2010: 30,7%, w tym miejsc 112 z 349
- 2014: 31,0%, w tym miejsc 113 z 349
- 2018: 28,3%, w tym miejsc 100 z 349
- 2022: 30,3%, w tym miejsc 107 z 349

### Parlament Europejski
- 1995: 28,1%, w tym miejsc 7 z 22
- 1999: 26,0%, w tym miejsc 6 z 22
- 2004: 24,6%, w tym miejsc 5 z 19
- 2009: 24,4%, w tym miejsc 5 z 18
- 2014: 24,2%, w tym miejsc 5 z 20
- 2019: 23,5%, w tym miejsc 5 z 20

## Liczba członków
- 1890 6922 (członkostwo indywidualne i zbiorowe: każdy członek LO był równocześnie członkiem SAP)
- 1900 44 100 (członkostwo indywidualne i zbiorowe)
- 1910 55 248 (członkostwo indywidualne i zbiorowe)
- 1920 143 090 (członkostwo indywidualne i zbiorowe)
- 1930 277 017 (członkostwo indywidualne i zbiorowe)
- 1940 487 257 (członkostwo indywidualne i zbiorowe)
- 1950 722 073 (członkostwo indywidualne i zbiorowe)
- 1960 801 068 (członkostwo indywidualne i zbiorowe)
- 1962 836 000 (członkostwo indywidualne i zbiorowe)
- 1970: 907 000 (członkostwo indywidualne i zbiorowe)
- 1979: 1 198 000 (członkostwo indywidualne i zbiorowe)
- 1990: 1 034 000 (członkostwo indywidualne i zbiorowe)
- 1992: 260 346 (wyłącznie członkostwo indywidualne)
- 1993: 261 605 (wyłącznie członkostwo indywidualne)
- 1994: 259 888 (wyłącznie członkostwo indywidualne)
- 1995: 259 191 (wyłącznie członkostwo indywidualne)
- 1996: 228 428 (wyłącznie członkostwo indywidualne)
- 1997: 202 718 (wyłącznie członkostwo indywidualne)
- 1999: 177 316 (wyłącznie członkostwo indywidualne)
- 2000: 164 008 (wyłącznie członkostwo indywidualne)
- 2001:156 233 (wyłącznie członkostwo indywidualne)
- 2002: 152 118 (wyłącznie członkostwo indywidualne)
- 2003: 152 402 (wyłącznie członkostwo indywidualne)
- 2004: 143 571 (wyłącznie członkostwo indywidualne)
- 2005: 136 335 (wyłącznie członkostwo indywidualne)
- 2006: 124 789 (wyłącznie członkostwo indywidualne)
- 2007: 120 091 (wyłącznie członkostwo indywidualne)
- 2008: 101 158 (wyłącznie członkostwo indywidualne)
- 2009: 100 639 (wyłącznie członkostwo indywidualne)
- 2010: 103 027 (wyłącznie członkostwo indywidualne)

Członkowie Socialdemokraterny w 2010 r. stanowili 39,6% ogółu członków parlamentarnych partii politycznych w Szwecji, zaś w 1995 r. około 46,1%, a w 1979 r. aż 75,7%.

## Premierzy z ramienia tej partii
- Hjalmar Branting (1920, 1921–1923, 1924–1925)
- Rickard Sandler (1925–1926)
- Per Albin Hansson (1932–1936, 1936–1946)
- Tage Erlander (1946–1969)
- Olof Palme (1969–1976, 1982–1986)
- Ingvar Carlsson (1986–1991, 1994–1996)
- Göran Persson (1996–2006)
- Stefan Löfven (2014–2021)
- Magdalena Andersson (2021–2022)

W latach 1936–1940, 1951–1957 rząd koalicyjny ze Związkiem Chłopskim (Bondeförbundet), w większości jednak rządy mniejszościowe, popierane przez inne partie polityczne.

## Przewodniczący SAP
| Lp. | Portret | Imię i nazwisko     | od   | do   |
| --- | ------- | ------------------- | ---- | ---- |
| 1.  |         | Claes Tholin        | 1896 | 1907 |
| 2.  |         | Hjalmar Branting    | 1907 | 1925 |
| 3.  |         | Per Albin Hansson   | 1925 | 1946 |
| 4.  |         | Tage Erlander       | 1946 | 1969 |
| 5.  |         | Olof Palme          | 1969 | 1986 |
| 6.  |         | Ingvar Carlsson     | 1986 | 1996 |
| 7.  |         | Göran Persson       | 1996 | 2007 |
| 8.  |         | Mona Sahlin         | 2007 | 2011 |
| 9.  |         | Håkan Juholt        | 2011 | 2012 |
| 10. |         | Stefan Löfven       | 2012 | 2021 |
| 11. |         | Magdalena Andersson | 2021 | 2022 |